# Liste der Baudenkmale in Oldenburg (Oldb) – Breslauer Straße
In der Liste der Baudenkmale in Oldenburg (Oldb) – Breslauer Straße stehen alle Baudenkmale der Breslauer Straße in Oldenburg (Oldb). Der Stand der Liste ist das Jahr 2022.

## Allgemein
In den Spalten befinden sich folgende Informationen:
- Lage: die Adresse des Baudenkmales und die geographischen Koordinaten. Kartenansicht, um Koordinaten zu setzen. In der Kartenansicht sind Baudenkmale ohne Koordinaten mit einem roten Marker dargestellt und können in der Karte gesetzt werden. Baudenkmale ohne Bild sind mit einem blauen Marker gekennzeichnet, Baudenkmale mit Bild mit einem grünen Marker.
- Bezeichnung: Bezeichnung des Baudenkmales
- Beschreibung: die Beschreibung des Baudenkmales. Unter § 3 Abs. 2 NDSchG werden Einzeldenkmale und unter § 3 Abs. 3 NDSchG Gruppen baulicher Anlagen und deren Bestandteile ausgewiesen.
- ID: die Objekt-ID des Baudenkmales
- Bild: ein Bild des Baudenkmales, ggf. zusätzlich mit einem Link zu weiteren Fotos des Baudenkmals im Medienarchiv Wikimedia Commons. Wenn man auf das Kamerasymbol klickt, können Fotos zu Baudenkmalen aus dieser Liste hochgeladen werden:

Zurück zur Hauptliste
Beschreibung für die Häuser 45, 47, 49, 51, 53 ,55 :
Zweigeschossiger Backsteinbau unter Walmdach, ausgerichtet von Nordnordwest nach Südsüdost, damit um 45° zur Straße gedreht. Große Rechteckfenster, breite Schleppgaupe, hohe Schornsteine. Eingang und Treppenhaus mittig, Zweispänner. An zwei Ecken eingeschossige Waschküchentrakte rechtwinklig zum Haus. Umgeben von Garten. Erbaut 1930–1931 als Teil der GSG-Siedlung Breslauer Straße.
Beschreibung für alle anderen Häuser :
Zweigeschossiger Backsteinbau unter Walmdach, ausgerichtet von Nordnordwest nach Südsüdost, damit um 45° zur Straße gedreht. Große Rechteckfenster, breite Schleppgaupe, hohe Schornsteine. Doppelhaus, Eingänge an der Vorderseite links und an der rechten Schmalseite. An zwei Ecken eingeschossige Waschküchentrakte rechtwinklig zum Haus. Umgeben von Garten. Erbaut 1930–1931 als Teil der GSG-Siedlung Breslauer Straße.
| Lage                                                | Bezeichnung | Beschreibung | ID       | Bild |
| --------------------------------------------------- | ----------- | ------------ | -------- | ---- |
| Breslauer Straße 17 / 19 53° 8′ 0″ N, 8° 14′ 17″ O  | Wohnhaus    |              | 37457301 | BW   |
| Breslauer Straße 18 / 20 53° 7′ 59″ N, 8° 14′ 16″ O | Wohnhaus    |              | 37457602 | BW   |
| Breslauer Straße 21 / 23 53° 7′ 59″ N, 8° 14′ 18″ O | Wohnhaus    |              | 37457301 | BW   |
| Breslauer Straße 22 / 24 53° 7′ 58″ N, 8° 14′ 17″ O | Wohnhaus    |              | 37457625 | BW   |
| Breslauer Straße 25 / 27 53° 7′ 59″ N, 8° 14′ 19″ O | Wohnhaus    |              | 37457301 | BW   |
| Breslauer Straße 26 / 28 53° 7′ 58″ N, 8° 14′ 18″ O | Wohnhaus    |              | 37457648 | BW   |
| Breslauer Straße 29 / 31 53° 7′ 59″ N, 8° 14′ 20″ O | Wohnhaus    |              | 37457370 | BW   |
| Breslauer Straße 30 / 32 53° 7′ 58″ N, 8° 14′ 19″ O | Wohnhaus    |              | 37457671 | BW   |
| Breslauer Straße 33 / 35 53° 7′ 58″ N, 8° 14′ 22″ O | Wohnhaus    |              | 37457393 | BW   |
| Breslauer Straße 34 / 36 53° 7′ 57″ N, 8° 14′ 20″ O | Wohnhaus    |              | 37457695 | BW   |
| Breslauer Straße 37 / 39 53° 7′ 58″ N, 8° 14′ 23″ O | Wohnhaus    |              | 37457418 | BW   |
| Breslauer Straße 38 / 40 53° 7′ 56″ N, 8° 14′ 21″ O | Wohnhaus    |              | 37457718 | BW   |
| Breslauer Straße 41 / 43 53° 7′ 57″ N, 8° 14′ 24″ O | Wohnhaus    |              | 37457441 | BW   |
| Breslauer Straße 42 / 44 53° 7′ 56″ N, 8° 14′ 22″ O | Wohnhaus    |              | 37457741 | BW   |
| Breslauer Straße 45 53° 7′ 57″ N, 8° 14′ 25″ O      | Wohnhaus    |              | 37457464 | BW   |
| Breslauer Straße 46 / 48 53° 7′ 55″ N, 8° 14′ 23″ O | Wohnhaus    |              | 37457764 | BW   |
| Breslauer Straße 47 53° 7′ 56″ N, 8° 14′ 26″ O      | Wohnhaus    |              | 37457487 | BW   |
| Breslauer Straße 49 53° 7′ 56″ N, 8° 14′ 27″ O      | Wohnhaus    |              | 37457510 | BW   |
| Breslauer Straße 50 / 52 53° 7′ 55″ N, 8° 14′ 24″ O | Wohnhaus    |              | 37457787 | BW   |
| Breslauer Straße 51 53° 7′ 55″ N, 8° 14′ 28″ O      | Wohnhaus    |              | 37457533 | BW   |
| Breslauer Straße 53 53° 7′ 55″ N, 8° 14′ 29″ O      | Wohnhaus    |              | 37457556 | BW   |
| Breslauer Straße 54 / 56 53° 7′ 54″ N, 8° 14′ 25″ O | Wohnhaus    |              | 37457810 | BW   |
| Breslauer Straße 55 53° 7′ 54″ N, 8° 14′ 30″ O      | Wohnhaus    |              | 37457579 | BW   |
| Breslauer Straße 58 / 60 53° 7′ 54″ N, 8° 14′ 26″ O | Wohnhaus    |              | 37457833 | BW   |
| Breslauer Straße 62 / 64 53° 7′ 54″ N, 8° 14′ 27″ O | Wohnhaus    |              | 37457856 | BW   |
| Breslauer Straße 66 / 68 53° 7′ 53″ N, 8° 14′ 28″ O | Wohnhaus    |              | 37457879 | BW   |
| Breslauer Straße 70 / 72 53° 7′ 53″ N, 8° 14′ 30″ O | Wohnhaus    |              | 37457902 | BW   |